# Broxylus tanatorajensis
Broxylus tanatorajensis is een keversoort uit de familie netschildkevers (Lycidae). De wetenschappelijke naam van de soort werd in 2004 gepubliceerd door Ladislav Bocák & Jass.